# Molinos Fénix (edificio)
Molinos Fénix es un edificio de la ciudad de Rosario, provincia de Santa Fe, Argentina. Se encuentra en el tramo peatonal de la calle Córdoba, en sector histórico denominado Paseo del Siglo.
El edificio fue proyectado en 1926, y la construcción estuvo a cargo de los arquitectos en 1927, siendo inaugurado en 1929.
Declarado patrimonio de la ciudad, tiene el grado de protección 2 a Categoría B.2.4., se lo encuadra dentro del período arquitectónico Eclecticismo-Academicismo.
Fue la casa central de la empresa molinera que le da el nombre y combina el estilo neoclásico y el neobarroco alemán, en el típico estilo historicista ecléctico de la época. Sus fachadas están revestidas en símil piedra París. Está compuesto de planta baja y cuatro pisos. De su importante fachada son de destacar su basamento y escalera principal que están totalmente recubiertos por placas de granito negro de sobresaliente belleza. Dicha fachada es simétrica, con un paño central y dos laterales, enmarcadas por columnas dóricas que rematan en las distintas cornisas superiores, su imponente puerta principal es de bronce soberbiamente trabajada que termina con la escalinata de ingreso. La mansarda o buhardilla tiene un motivo que representa el nombre de la empresa que lo hiciera construir, un ave con la cabeza levantada.